# Iranun
Les Iranun sont une population de l'île de Mindanao aux Philippines et de la côte occidentale de l'État de Sabah en Malaisie. Leur nombre est estimé à 1 ou 1,5 million de personnes (2008). 
Traditionnellement, les Iranun avaient une réputation de féroces pirates dans le monde malais.
La langue iranun fait partie du rameau des langues philippines dans la branche malayo-polynésienne des langues austronésiennes.
Le nom "Illanun" est un exonyme qui date de la période de la colonisation britannique.